# Richard Krams
Richard Krams (* 12. Oktober 1920 in Coswig (Anhalt); † 22. Dezember 1998 in Magdeburg) war Berufspädagoge und Direktor des VEB Fahlberg-List, eines der größten Chemiebetriebe der DDR. Außerdem gehörte er für die SED der Volkskammer der DDR an.

## Leben
Krams besuchte zunächst die Realschule und begann dann eine Lehrausbildung zum Chemielaborant im Chemiewerk Coswig, in welchem bereits sein Vater als Obermeister tätig war. Während des Zweiten Weltkriegs wurde Krams als deutscher Soldat schwer verwundet und daher 1945 aus der Wehrmacht entlassen. Krams arbeitete dann im Coswiger Chemiewerk und organisierte die Ausbildung von Facharbeitern. Er übernahm die Leitung des Lehrkombinats Geschwister Scholl und entwickelte eine Methode zur berufspädagogischen Ausbildung, die auf der Einheit von theoretischer Ausbildung und eigenverantwortlichem Arbeiten in der Produktion beruhte. Dieser Ansatz wurde später in der DDR republikweit angewandt. Krams wurde dafür 1951 als Verdienter Lehrer des Volkes ausgezeichnet. Für die SED war er in der 1. und 2. Wahlperiode Mitglied der Volkskammer der DDR.
Nach einer Arbeit im Phosphatwerk Rüdersdorf wurde er 1953 Direktor des im Magdeburger Stadtteil Salbke ansässigen Chemiewerks VEB Fahlberg-List. 1956 erwarb er an der Technischen Hochschule Merseburg einen Abschluss als Diplom-Ingenieurökonom. Während seines Studiums, welches nach anderen Angaben von 1956 bis 1958 dauerte, vertrat ihn Alfred Zarpentin als Direktor.

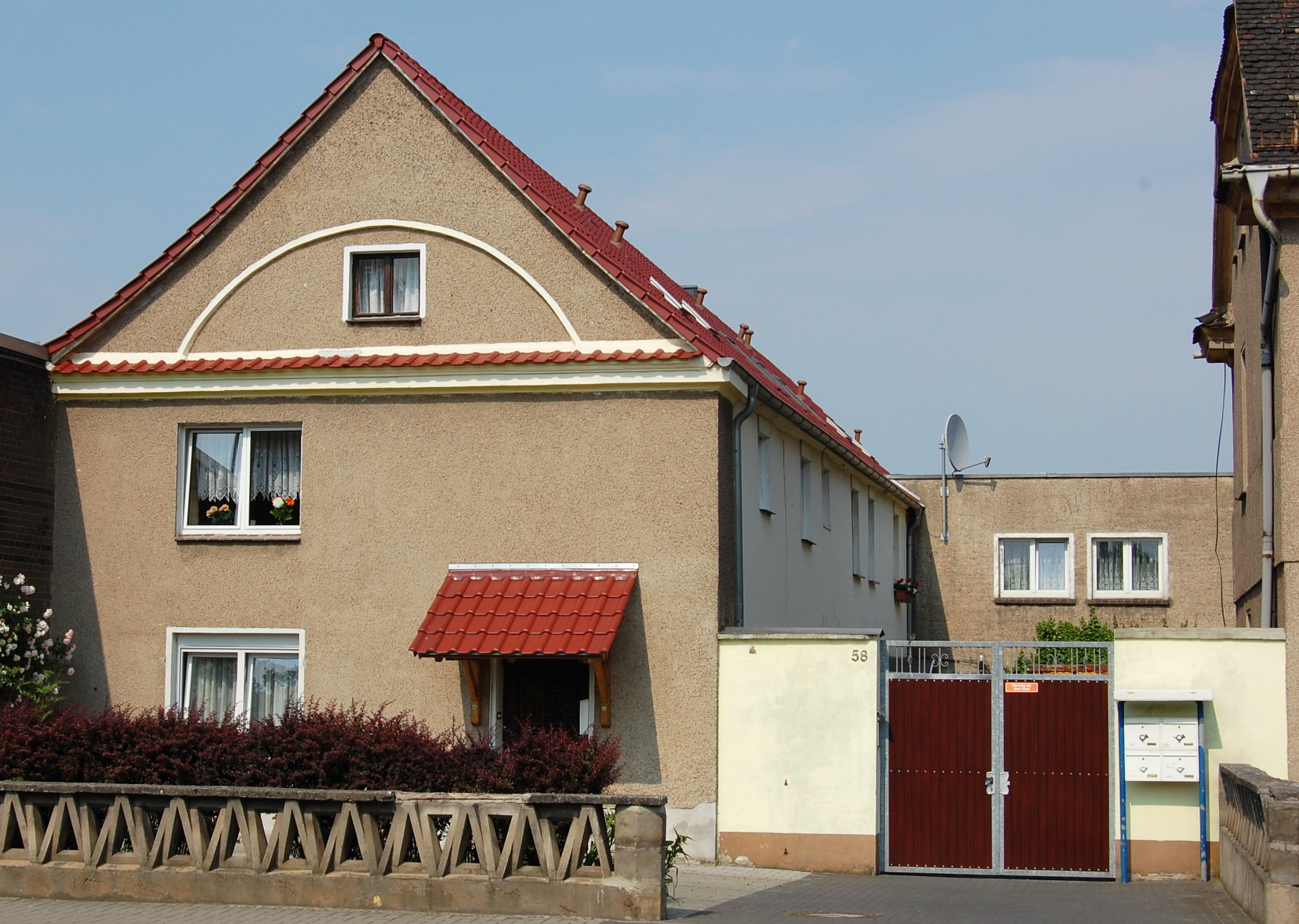
Alt Salbke 58, Wohnhaus von Richard Krams in Magdeburg-Salbke, Aufnahme 2010

Unter der Leitung von Krams wurde die Produktion, aber auch die Produktpalette von Fahlberg-List deutlich ausgeweitet. Anlagen zur Produktion von Schwefelsäure, Superphosphat, Pflanzenschutzmitteln und pharmazeutischen Produkten entstanden neu. 1960 wurde das Schönebecker Traditionsunternehmen Hermania übernommen. 1970, nach anderer Quelle 1971, gab er die Funktion als Direktor des Werks ab, blieb jedoch im Unternehmen und wurde Direktor für Plandurchführung sowie stellvertretender Betriebsdirektor. Diese Funktionen umfassten auch die Aufgaben eines Produktionsdirektors. Die Ablösung als Werkdirektor wurde von Krams später als politisch begründet bezeichnet. Im Oktober 1985 ging er in den Ruhestand. Er lebte zumindest in den 1990er Jahren in Alt Salbke 58 in unmittelbarer Nähe des Werksgeländes. Das Werk wurde nach der politischen Wende des Jahres 1989 im Jahr 1995 geschlossen.
Krams war Mitglied der SED und gehörte zu den Neubegründern der Magdeburger Urania. Nach der Auszeichnung als Verdienter Lehrer des Volkes wurde er 1965 als Verdienter Aktivist ausgezeichnet. 1970 erhielt er die Verdienstmedaille der DDR und 1984 den Orden Banner der Arbeit Stufe 1.